# (6296) Cleveland
(6296) Cleveland ist ein Asteroid im inneren Hauptgürtel, der am 12. Juli 1988 von der  US-amerikanischen Astronomin Eleanor Helin am Palomar-Observatorium (IAU-Code 675) auf dem Gipfel des Palomar Mountain etwa 80 Kilometer nordöstlich von San Diego in Kalifornien entdeckt wurde.
Der Asteroid wurde nach der Stadt Cleveland im Nordosten des US-Bundesstaates Ohio benannt, die nach der Hauptstadt Columbus die zweitgrößte Stadt in Ohio und geographischer, wirtschaftlicher und kultureller Mittelpunkt des Cleveland-Elyria-Mentor Metropolitan Statistical Area, des größten Ballungsraums in diesem Bundesstaat, ist.